# Tschiertschen-Praden
Tschiertschen-Praden je obec ve švýcarském kantonu Graubünden, okresu Plessur. Nachází se asi 7 kilometrů jihovýchodně od kantonálního hlavního města Churu, v nadmořské výšce 1 350 metrů. Má přibližně 300 obyvatel.
K 1. lednu 2010 se doposud samostatné obce Tschiertschen a Praden spojily do nové obce Tschiertschen-Praden.

## Geografie

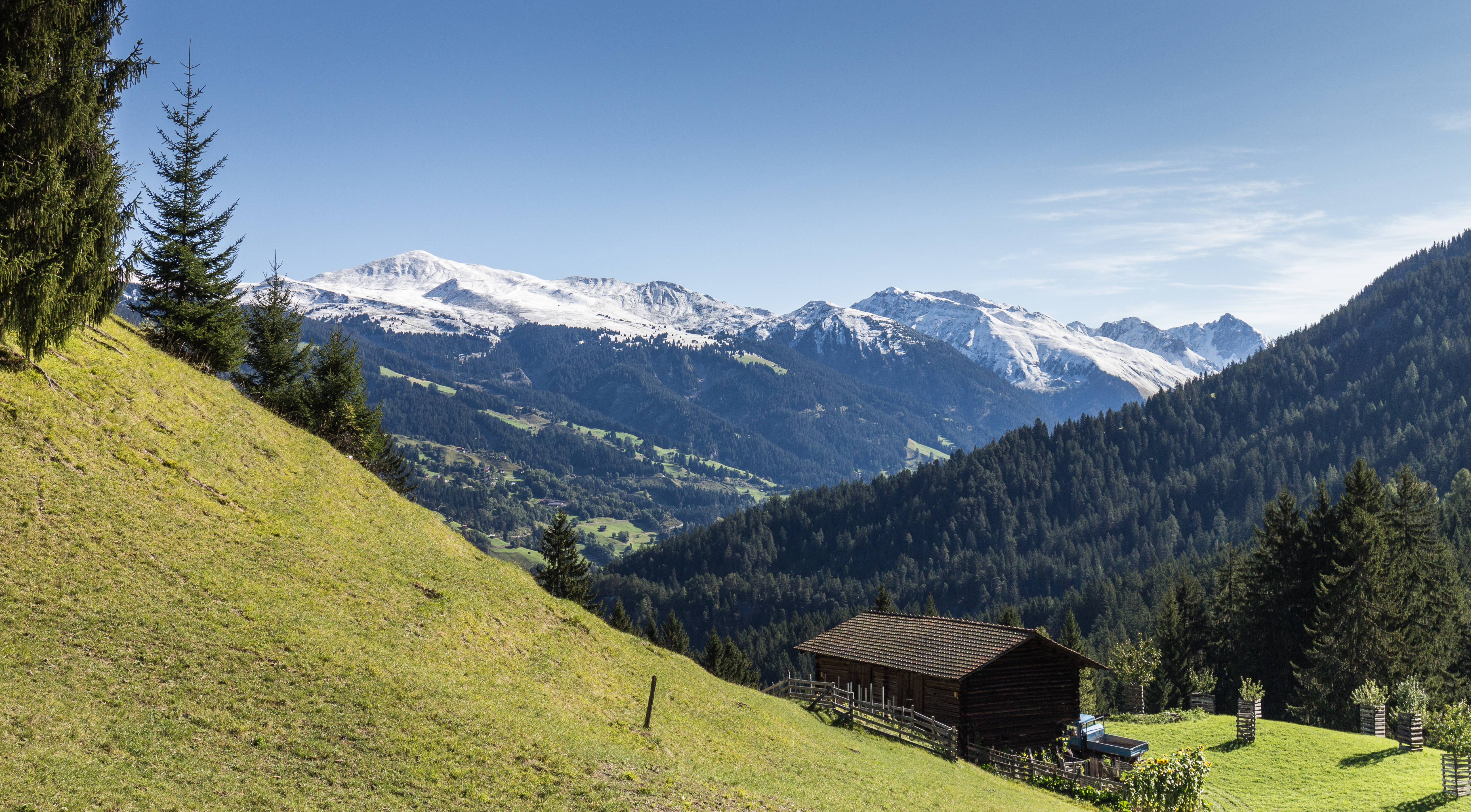
Údolí Schanfigg

Tschiertschen-Praden se nachází na levé, jižní straně údolí Schanfigg, 7 kilometrů jihovýchodně od Churu.
Sousedními obcemi jsou Arosa, Churwalden, Chur a Vaz/Obervaz.

## Historie
Tschiertschen, poprvé zmiňováný již v 8. století jako Cercene, byl původně osídlen Římany, jak stále připomínají mnohé místní názvy v okolí. Pozemková držba churwaldenského kláštera, doložená od roku 1222, dokládá jeho příslušnost k panství Strassberg, později k churwaldenskému dvoru Zehngerichtenbundu. Kolem roku 1530 se Tschiertschen připojil k reformaci; na konci 16. století přešel z rétorománštiny na němčinu.
Praden, zmiňovaný v roce 1157 jako Pradis (odvozeno z latinského pratum, „louka“), byl trvale osídlen kolem roku 1300 Walsery z Langwies. Praden proto patřil jako sousedství ke dvoru Langwies Zehngerichtenbundu v uskupení Tří lig (Drei Bünden) a součástí okresu Churwalden se stal až v roce 1851, kdy byly vytvořeny dnešní okresy.

## Obyvatelstvo

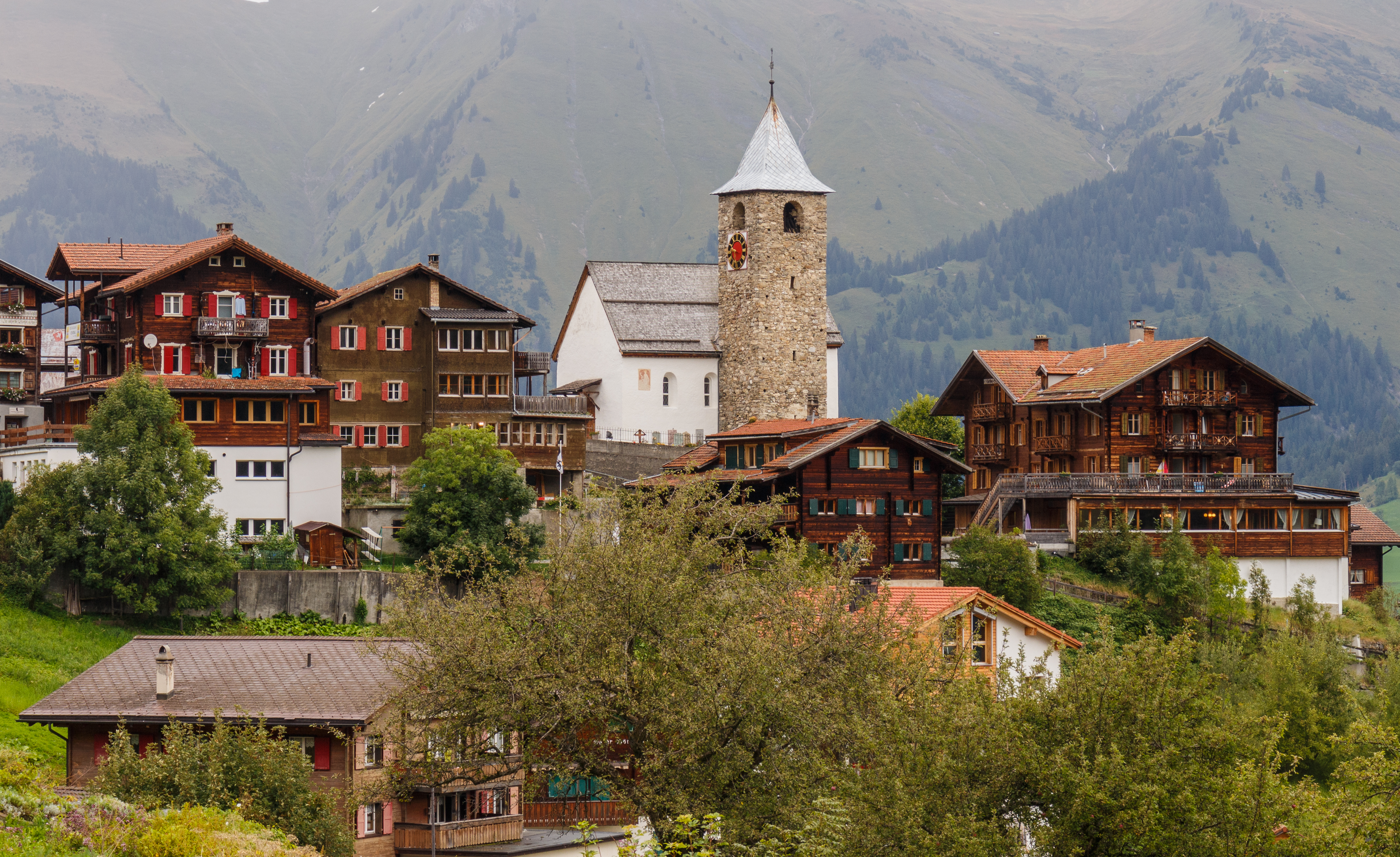
Pohled na centrum Tschiertschenu

| Rok            | 1850 | 1900 | 1950 | 2000 | 2005 | 2020                         |
| Počet obyvatel | 124  | 139  | 174  | 225  | 219  | 300 (po sloučení s Pradenem) |

| Rok            | 1850 | 1900 | 1950 | 2000 | 2005 | 2020 |
| Počet obyvatel | 144  | 131  | 98   | 51   | 101  | 114  |

V obou místních částech převládá reformované náboženské vyznání.

## Doprava
Jediným spojením do obce je okresní silnice z Araschgenu, kde se odděluje z hlavní silnice č. 3, vedoucí z Churu do Svatého Mořice. V Tschiertschenu tato silnice končí. Železniční spojení obec nemá.